# Sistema unifilare con ritorno via terra

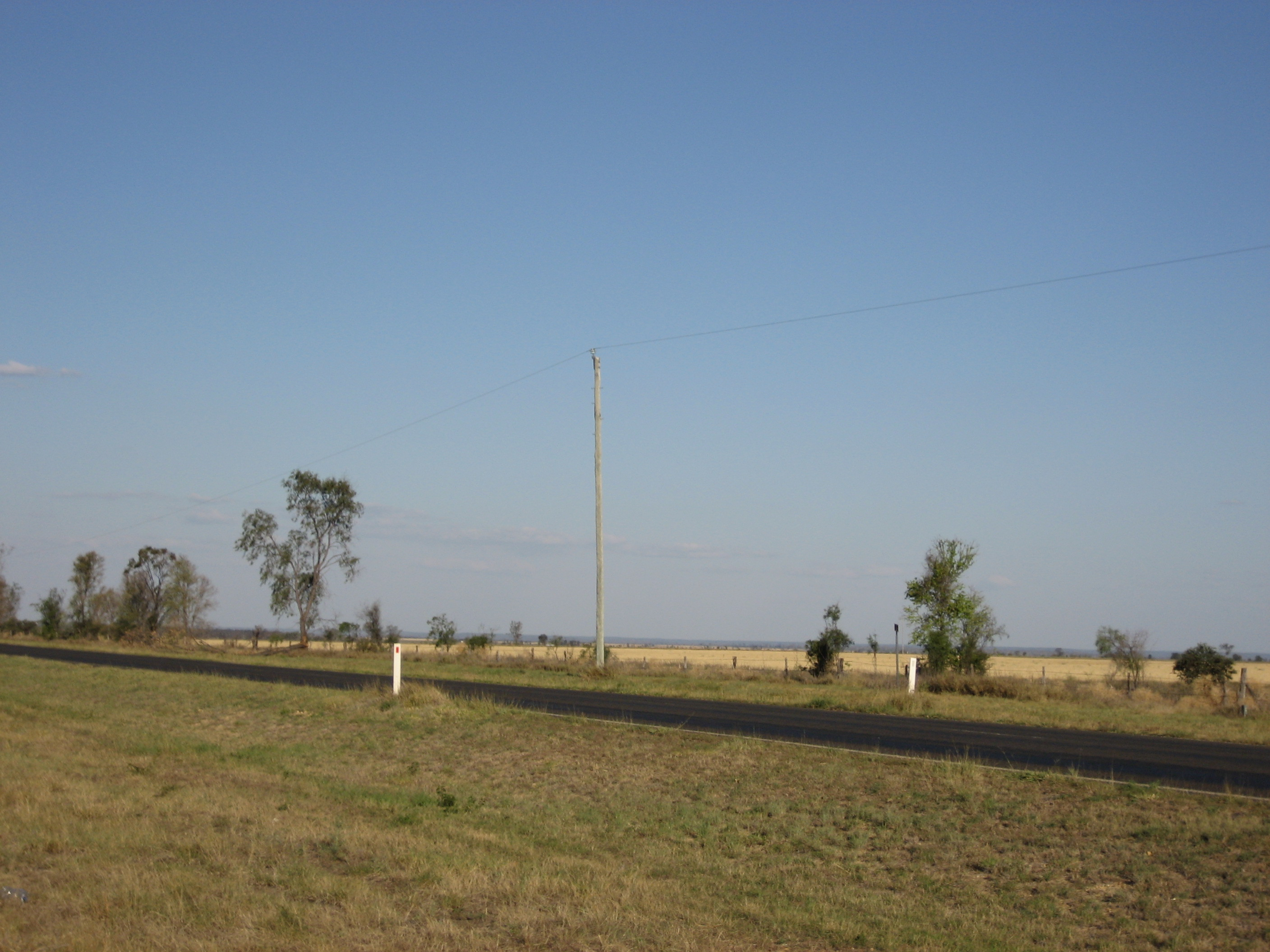
Linea elettrica SWER nel Queensland.

Per sistema unifilare con ritorno via terra (in inglese SWER - Single-Wire Earth Return oppure Single-Wire Ground Return) si intende una linea di trasmissione a filo singolo che fornisce potenza elettrica monofase da una rete elettrica ad aree remote, a basso costo. La sua caratteristica distintiva è che la terra (o talvolta uno specchio d'acqua) viene utilizzata come percorso di ritorno per la corrente, per evitare la necessità di un secondo filo (o filo del neutro) che agisca come un percorso di ritorno.
Il ritorno via terra a filo singolo viene usato principalmente per l'elettrificazione nelle zone rurali, ma trova impiego anche per carichi isolati più grandi come pompe dell'acqua. Viene utilizzato anche per l'alimentazione in corrente continua ad alta tensione su cavi elettrici sottomarini. La trazione ferroviaria elettrica monofase, come la metrotranvia, utilizza un sistema molto simile. Infatti, utilizza resistori verso terra per ridurre i rischi derivanti dalle tensioni ferroviarie, ma le correnti di ritorno primarie sono attraverso le rotaie.

## Principio di funzionamento
SWER è una scelta valida per un sistema di distribuzione quando il cablaggio convenzionale di ritorno della corrente richiederebbe un costo superiore rispetto ai trasformatori di isolamento di SWER e alle piccole perdite di potenza. Gli ingegneri energetici che hanno esperienza sia con SWER che con le linee di alimentazione convenzionali valutano SWER come altrettanto sicuro, più affidabile, meno costoso, ma leggermente meno efficiente delle linee convenzionali. SWER può causare incendi in caso di scarsa manutenzione e il rischio di incendi boschivi è presente.
L'alimentazione della linea SWER avviene tramite un trasformatore di isolamento fino a 300 kVA. Questo trasformatore isola la rete dalla terra, modificando la tensione di rete (tipicamente 22 o 33 kV tra le linee) alla tensione SWER (tipicamente 12,7 o 19,1 kV tra la linea e la terra).
La linea SWER è un singolo conduttore che può estendersi per decine o anche centinaia di chilometri, con diversi trasformatori di distribuzione lungo la sua lunghezza. Ad ogni trasformatore, come presso il cliente, la corrente fluisce dalla linea, attraverso la bobina primaria di un trasformatore di isolamento a bassa tensione, verso la terra attraverso una picchetta di terra. Dalla picchetta di terra, la corrente trova infine la sua strada di ritorno al trasformatore principale all'inizio della linea, completando il circuito. Pertanto, SWER è un esempio pratico di un phantom loop.
In aree con terreno ad alta resistenza, la resistenza disperde energia. Un altro problema è che la resistenza può essere sufficientemente elevata da impedire un flusso di corrente sufficiente nel neutro di terra, facendo sì che la sbarra di messa a terra si sollevi a tensioni più elevate. I dispositivi di interruzione automatica solitamente si riattivano a causa di una differenza di tensione tra linea e neutro. Pertanto, in terreni asciutti ad alta resistenza, la ridotta differenza di tensione tra linea e neutro può impedire la riattivazione dei dispositivi di interruzione. In Australia, le località con terreni molto asciutti richiedono che le sbarre di messa a terra siano posizionate in profondità aggiuntiva. L'esperienza in Alaska dimostra che SWER deve essere messo a terra sotto il permafrost, che è ad alta resistenza.
Il deviatore secondario del trasformatore locale fornirà al cliente una potenza monofase a singolo estremo (N-0) o bifase (N-0-N) secondo le tensioni standard degli elettrodomestici della regione, con la linea a 0 volt collegata a una messa a terra di sicurezza che normalmente non porta corrente di funzionamento.
Una grande linea SWER può alimentare fino a 80 trasformatori di distribuzione. I trasformatori sono generalmente classificati in 5 kVA, 10 kVA e 25 kVA. Le densità di carico sono di solito inferiori a 0,5 kVA per chilometro (0,8 kVA per miglio) di linea. La domanda massima di un singolo cliente sarà tipicamente inferiore a 3,5 kVA, ma possono essere forniti carichi più elevati fino alla capacità del trasformatore di distribuzione.
Alcuni sistemi SWER negli Stati Uniti sono alimentatori di distribuzione convenzionali che sono stati costruiti senza un neutro continuo (alcuni dei quali erano linee di trasmissione obsolete che sono state adattate per il servizio di distribuzione rurale). La sottostazione che alimenta tali linee ha una messa a terra su ogni palo all'interno della sottostazione; quindi su ogni diramazione dalla linea, lo spazio tra il palo adiacente e il palo che sostiene il trasformatore avrebbe un conduttore di terra (che fornisce a ogni trasformatore due punti di messa a terra per motivi di sicurezza).

## Progetto meccanico
Un corretto progetto meccanico di una linea SWER può ridurne il costo di vita e aumentarne la sicurezza.
Poiché la linea è ad alta tensione, con correnti ridotte, il conduttore utilizzato nelle linee SWER storiche era il filo di recinzione in acciaio zincato numero 8. Le installazioni più moderne utilizzano fili in acciaio ad alto contenuto di carbonio rivestiti in alluminio progettati appositamente secondo lo standard AS1222.1. I fili rivestiti in alluminio si corrodono nelle aree costiere, ma sono altrimenti più adatti.. A causa delle grandi campate e delle alte tensioni meccaniche, il vento può causare danni ai fili. I sistemi moderni installano ammortizzatori di vibrazione a spirale sui fili.
Gli isolatori sono spesso in porcellana perché i polimeri sono soggetti a danni da ultravioletto. Alcune aziende di servizi pubblici installano isolatori ad alta tensione in modo che la linea possa essere facilmente aggiornata per trasportare più potenza. Ad esempio, le linee a 12 kV possono essere isolate a 22 kV, o le linee a 19 kV a 33 kV.
I pali in calcestruzzo armato sono stati tradizionalmente utilizzati nelle linee SWER a causa del loro basso costo, bassa manutenzione e resistenza ai danni causati dall'acqua, dalle termiti e dai funghi. La manodopera locale può produrli nella maggior parte delle aree, riducendo ulteriormente i costi. In Nuova Zelanda, i pali metallici sono comuni (spesso sono ex rotaie di una linea ferroviaria). I pali di legno sono accettabili. In Mozambico, i pali dovevano essere alti almeno 12 metri per consentire il passaggio sicuro delle giraffa sotto le linee.
Se un'area è soggetta ai fulmini, i progetti moderni includono cavi di terra per i fulmini nei pali durante la costruzione, prima dell'installazione. I cavi e i collegamenti possono essere organizzati in modo da formare un parafulmine a basso costo con bordi arrotondati per evitare di attirare un fulmine.